# Danijela Dimitrovska
Danijela Dimitrovska (29 de octubre de 1987) es una modelo serbia. Comenzó su carrera en el modelaje cuando ganó el concurso Elite Model Look en Serbia en 2004.

## Carrera

### Modelaje
Dimitrovska comenzó su carrera profesional en 2004, a la edad de 16 años, ganando el concurso Elite Model Look en Serbia. Ha sido portavoz para varias marcas, como para Vera Wang, Anne Fontaine, Benetton, BCBG Max Azria, Christian Lacroix, French Connection, Leonard, Marella, Miu Miu, Betty Jackson, Yves Saint Laurent y Louis Vuitton. Algunas de sus campañas incluyen a Emporio Armani, cuando posó junto a Giorgio Armani y otras modelos para la edición italiana de Marie Claire, y un comercial de YSL con el actor francés Vincent Cassel.
En noviembre de 2009, Dimitrovska fue elegida como una de las modelos promocionales de Victoria's Secret. Tuvo su primera sesión de fotos en abril de 2010.

### Otro trabajo
En 2011, Dimitrovska fundó su propia agencia de modelos, Models Inc., junto a la modelo Marija Vujović y la agente Mirjana Udovičić. Desde 2012, la agencia ha organizado concursos de Elite Model Look en Serbia y Montenegro.

## Vida personal
El 26 de mayo de 2012, Dimitrovska se casó con la personalidad de televisión y músico serbio, Ognjen Amidžić. Su primer hijo, un niño llamado Matija, nació el 29 de noviembre de 2013. Dimitrovska es amiga cercana de la supermodelo Gisele Bündchen.